# Marcel Bosker
Marcel Bosker (ur. 19 stycznia 1997 w Zofingen‎) – holendersko-szwajcarski łyżwiarz szybki, olimpijczyk z Pekinu 2022, mistrz świata i Europy.

## Życie prywatne
Syn łyżwiarzy szybkich Szwajcara Ronalda Boskera i Holenderki Henriët van der Meer. Urodził się i dorastał w Szwajcarii. Mogąc reprezentować oba państwa wybrał starty dla Holandii.

## Wyniki

### Igrzyska olimpijskie
| Rok  | Gospodarz | 1500 m | bieg drużynowy |
| ---- | --------- | ------ | -------------- |
| 2022 | Pekin     | 9      | 4              |

### Mistrzostwa świata na dystansach
| Rok  | Gospodarz      | bieg drużynowy |
| ---- | -------------- | -------------- |
| 2019 | Inzell         | złoto          |
| 2020 | Salt Lake City | złoto          |
| 2021 | Heerenveen     | złoto          |

### Mistrzostwa świata w wieloboju
| Rok  | Gospodarz | 5000 m | 10 000 m | wielobój |
| ---- | --------- | ------ | -------- | -------- |
| 2018 | Amsterdam | brąz   | brąz     | brąz     |
| 2022 | Hamar     | —      | —        | 10       |

### Mistrzostwa Europy w wieloboju
| Rok  | Gospodarz  | wielobój |
| ---- | ---------- | -------- |
| 2021 | Heerenveen | srebro   |

### Mistrzostwa Europy na dystansach
| Rok  | Gospodarz  | 1500 m | 5000 m | bieg masowy | bieg drużynowy |
| ---- | ---------- | ------ | ------ | ----------- | -------------- |
| 2018 | Kołomna    | 4      | brąz   | —           | złoto          |
| 2020 | Heerenveen | —      | —      | —           | złoto          |
| 2022 | Heerenveen | —      | —      | 18          | złoto          |